# Wia-Wia-Naturschutzgebiet
Das Wia-Wia-Naturschutzgebiet in Suriname wurde 1961 gegründet und 1966 auf circa 360 km² erweitert. Es liegt an der Küste des Atlantiks, im Distrikt Marowijne. 
Dieses Reservat wurde in erster Instanz zum Schutz von vier Arten von Meeresschildkröten, den Lederschildkröten (Aikanti), Oliv-Bastardschildkröten (Warana), Suppenschildkröten (Krapé) und Echte Karettschildkröten eingerichtet, die hier ihre Eier ablegen. Das Gelege verschob sich jedoch durch die vorherrschende Küstenströmung weiter westwärts und liegt seit 1972 außerhalb des Gebietes.
Das Schutzgebiet umfasst auch ein großes Areal, das durch Sand- und Kalkrücken durchschnitten wird, salzige und brackige Küstenmoraste, mit der für diese Ökosysteme typischen Fauna. Hierzu gehören u. a. der Sumpfhirsch, und vor allem eine große Anzahl an Wasservögeln, die in der offenen Ebene und auf der Wia-Wiabank ihre Nahrungs- und Ruhegebiete finden. In den Mangroven entlang der Küste im Nordosten des Reservates liegt eine gemischte Brutkolonie von Roten Ibissen und Reihern.